# Компіталії
Компіта́лії (лат. Compitalia, compitum — роздоріжжя) — давньоримські свята на честь ларів — покровителів перехрестя. Відбувалися взимку перед сатурналіями. Раби й мешканці навколишніх будинків приносили до статуй ларів різні подарунки, вішали вовняних ляльок, що були ніби жертвами за відвертання всякого лиха від живих членів родини. 
Були особливо популярні серед рабів. Утворені з рабів та вільновідпущених колегії влаштовували ігри та святкові процесії на честь ларів.
Гай Юлій Цезар заборонив компіталії, але згодом Октавіан Авґуст відновив їх, додавши до культу ларів культ свого генія. Ці свята й ігри влаштовували в травні та серпні.